# Coalición Canaria

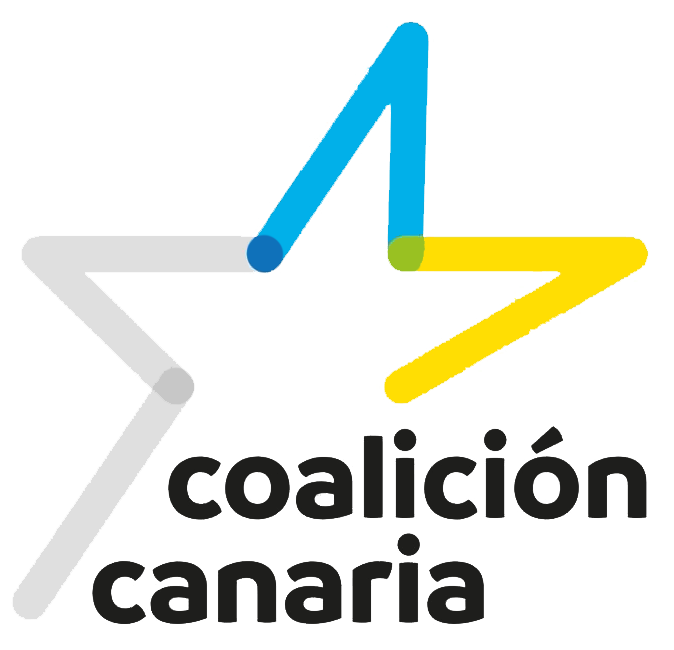
Partijlogo

De Coalición Canaria (Canarische Coalitie) is een Spaanse politieke coalitie die gevormd werd in 1993 uit partijen van diverse pluimage: nationalisten, ex-communisten en conservatieven uit de Canarische Eilanden.
Momenteel regeert deze partij de Spaanse deelstaat Canarische Eilanden met een minderheidsregering sinds de breuk van mei 2005 met de Partido Popular, de Spaanse conservatieve partij. De partij heeft de absolute meerderheid in diverse gemeentes die deel uitmaken van de Canarische Eilanden, en is er vrijwel overal de grootste partij. Op deze eilanden wordt tijdens verkiezingen meestal een percentage van 25 tot 30 procent van de stemmen behaald. Daarbuiten, in de rest van Spanje, speelt ze geen enkele rol op gemeente- of deelstaatniveau.
De partij voert tegenwoordig een neo-liberaal beleid dat sterk gericht is op de economie van de regio, maar streeft geen afscheiding van Spanje meer na. Enkele voorlopers van deze partij deden dat wel, voor de fusie van 1993 bestonden er de verschillende groeperingen:
- Agrupaciones Independientes de Canarias (AIC)
- Iniciativa Canaria Nacionalista (ICAN)
- Asamblea Majorera (AM)
- Partido Nacionalista Canario (PNC)
- Centro Canario Nacionalista (CCN)

De invloed van de partij is soms aanzienlijk geweest; omdat de twee grootste partijen in Spanje niet altijd een meerderheid in het nationale parlement hebben, zijn ze vaak voor een meerderheid afhankelijk van kleinere, vaak regionale, partijen. In Spanje is het in zo’n geval gebruikelijk dat er een minderheidsregering gevormd wordt, de Canarische Coalitie heeft de eerste regering van José María Aznar bijvoorbeeld wel gesteund, maar heeft geen ministers geleverd. De regering van José Luís Zapatero had een absolute meerderheid, waardoor de invloed van de Canarische Coalitie veel kleiner was. 
De partij heeft nu drie zetels in het Spaanse parlement dat in totaal 350 zetels heeft. De partijleider is anno 2010 Claudina Morales.